# Raymond Collishaw
Raymond »Collie« Collishaw, kanadski maršal, vojaški pilot in letalski as, * 22. november 1893, Nanaimo, Britanska Kolumbija, Kanada, † 28. september 1976, West Vancouver, Britanska Kolumbija.
Collishaw je med prvo svetovno vojno dosegel 60 zračnih zmag, kar ga uvršča kot drugega najbolj uspešnega kanadskega letalskega asa prve svetovne vojne.

## Odlikovanja
- Distinguished Service Order (DSO) s ploščico
- Distinguished Service Cross (DSC)
- Distinguished Flying Cross (DFC)
- red svete Ane
- Croix de Guerre